# The Spectacular Now – Perfekt ist jetzt
The Spectacular Now – Perfekt ist jetzt (Originaltitel: The Spectacular Now) ist ein US-amerikanisches Filmdrama aus dem Jahr 2013, das auf dem im Original gleichnamigen Roman von Tim Tharp basiert. Regie führte James Ponsoldt, das Drehbuch schrieben Scott Neustadter und Michael H. Weber. In den Hauptrollen sind Miles Teller und Shailene Woodley zu sehen.

## Handlung
Sutter Keely ist ein charmanter und beliebter Junge an seiner Schule. Da er regelmäßig Alkohol trinkt und immer wieder betrunken ist, wird er von seiner Freundin Cassidy verlassen. Nach einer durchzechten Nacht wird Sutter in einem fremden Vorgarten von der schüchternen und unscheinbaren Aimee, die gerade Zeitung austrägt, geweckt. Da Sutter keine Ahnung hat, wo sein Auto steht, fährt er mit Aimee mit und hilft ihr dabei die Zeitungen zu verteilen.
Die beiden verabreden sich zum Essen und reden. Sutter bittet Aimee ihm bei seinen Schulaufgaben in Geometrie zu helfen. Er besucht Aimee und lädt sie zu einer Party am See ein. Auf der Party trifft Sutter auf Cassidy, kann sich auch kurz mit ihr unterhalten, wird von ihr jedoch recht schnell stehen gelassen.
Aimee erzählt, dass sie eine Zusage von einem College in Philadelphia hat, ihre Mutter aber dagegen ist, dass sie hingeht. Sutter versucht Aimee zu überzeugen, dass sich Aimee gegen ihre Mutter durchsetzen soll. Da Aimee der Meinung ist, Jungs würden sich nicht nach ihr umdrehen, küsst Sutter sie spontan.
Als Sutter zum Abendessen bei seiner Schwester eingeladen ist, bitte er Aimee spontan ihn zu begleiten. Nach dem Essen kommen die beiden sich immer näher, küssen sich und sind fortan ein Paar. Die beiden gehen zusammen zum Abschlussball.
Aimee gelingt es, sich gegen ihre Mutter durchzusetzen und die Zusage von dem College in Philadelphia anzunehmen. Sutter kennt seinen Vater im Grunde nicht und seine Mutter will ihm nicht sagen, wo er ist. Aimee ermutigt ihn, mehr über seinen Vater herauszufinden. Er bekommt schließlich von seiner älteren Schwester Holly die Telefonnummer seines Vaters. Nach einem Telefonat fährt er zusammen mit Aimee zu seinem Vater, um ihn zu besuchen. Obwohl der Besuch mit seinem Vater verabredet ist, wirkt dieser überrascht, als Sutter vor der Tür steht.
Sutter ging bisher immer davon aus, seine Mutter habe seinen Vater damals vor die Tür gesetzt. Dieser erzählt ihm jedoch, dass er von sich aus gegangen sei. Nun gibt der Vater vor, nur kurz eine Freundin nach Hause zu fahren und sich dann nochmal mit Sutter zu treffen. Er kommt jedoch nicht zurück, und Sutter ist sehr enttäuscht.
Auf dem Rückweg streiten sich Sutter und Aimee im Auto, wobei es fast zu einem Unfall kommt. Sutter ist der Meinung, dass er schlecht für Aimee ist und wirft sie aus dem Auto. Gerade als Aimee ausgestiegen ist, wird sie von einem anderen Auto angefahren. Bis auf einen gebrochenen Arm hat Aimee jedoch keine weiteren Verletzungen.
Sutter hat Angst vor dem Erwachsenwerden, er kümmert sich nicht um die Zeit nach der Highschool, seine schulischen Leistungen werden immer schlechter. Dennoch schafft er seinen Abschluss. Er arbeitet nebenbei als Verkäufer für einen Herrenausstatter. Weil das Geschäft nicht mehr so gut läuft, muss sein Chef Dan einen der Verkäufer entlassen. Da Sutter bei den Kunden beliebt ist, soll er bleiben. Dan bittet ihn jedoch, nie wieder betrunken zur Arbeit zu erscheinen. Weil Sutter ihm dies nicht versprechen kann, verliert er doch seinen Job.
Als Aimee nach Philadelphia fährt, geht ihr Sutter aus dem Weg um sich nicht von ihr verabschieden zu müssen. Volltrunken fährt Sutter den Briefkasten über den Haufen und es kommt zum Streit zwischen Sutter und seiner Mutter. Sutter schreibt daraufhin doch eine Bewerbung fürs College und fährt zu Aimee.

## Produktion und Veröffentlichung
Der Film basiert auf dem im Original gleichnamigen Roman von Tim Tharp. Er wurde zwischen dem 23. Juli und dem 25. August 2012 in Athens im US-Bundesstaat Georgia gedreht.
Der Film hatte seine Premiere beim Sundance Film Festival im Januar 2013 und lief anschließend auf einer Reihe von Filmfestivals. Ab dem 13. September 2013 lief der Film in US-amerikanischen Kinos. In Deutschland wurde er am 20. März 2015 direkt auf DVD und Blu-ray veröffentlicht.

## Rezeption
Der Filmdienst bezeichnet The Spectacular Now als „bemerkenswerte[n] Teenager-Film“, der seine jungen Protagonisten sowie ihre alltäglichen Herausforderungen „ernst“ nehme und sie „glaubwürdig“ konturiere. Gleichwohl orientiere „sich der Film deutlich an den Konventionen einer Teenie-Romanze, um seine Zielgruppe zu erreichen“, wirke „damit mitunter aber konstruiert“.
Der Film wurde für mehr als 30 Preise nominiert und 10-mal prämiert. Unter anderem wurde er beim Sundance Film Festival für den großen Preis der Jury als bester Spielfilm nominiert und wurde vom National Board of Review als einer der Top-Zehn-Independent-Filme des Jahres ausgezeichnet. Die beiden Drehbuchautoren wurden bei den Independent Spirit Awards für das beste Drehbuch und Hauptdarstellerin Shailene Woodley als beste Hauptdarstellerin nominiert. Woodley und Miles Teller erhielten beim Sundance Film Festival außerdem den Spezialpreis der Jury als beste Schauspieler.